# Галка звичайна
Га́лка звичайна (Corvus monedula) — вид птахів роду галка, донедавна вважалася одним із найменших (34–39 см завдовжки) представників роду крук. В Україні осілий, кочовий, перелітний птах. 

## Етимологія
Галка, галиця, галич (зб.), кавка (діал.) — очевидно похідне від праслов'янського гал «чорний»

## Опис
Маса тіла 140—225 г. Довжина тіла близько 33 см. У дорослого птаха оперення чорне; потилиця, покривні пера вух, задня частина і боки шиї сірі, іноді білувато-сірі; крила і хвіст з металічним полиском, від зеленого до пурпурово-синього; дзьоб і ноги чорні; райдужна оболонка ока світло-блакитна. У молодого птаха потилиця, покривні пера вух, задня частина і боки шиї темно-бурі, металічний полиск відсутній; райдужна оболонка ока темно-сіра.
Звуки — досить дзвінкі викрики «кеее-кеее» або «каа-каа».

## Поширення
Широко поширена в західній половині Євразії і в Північній Африці. 
В Україні — осілий птах на всій території.

## Спосіб життя

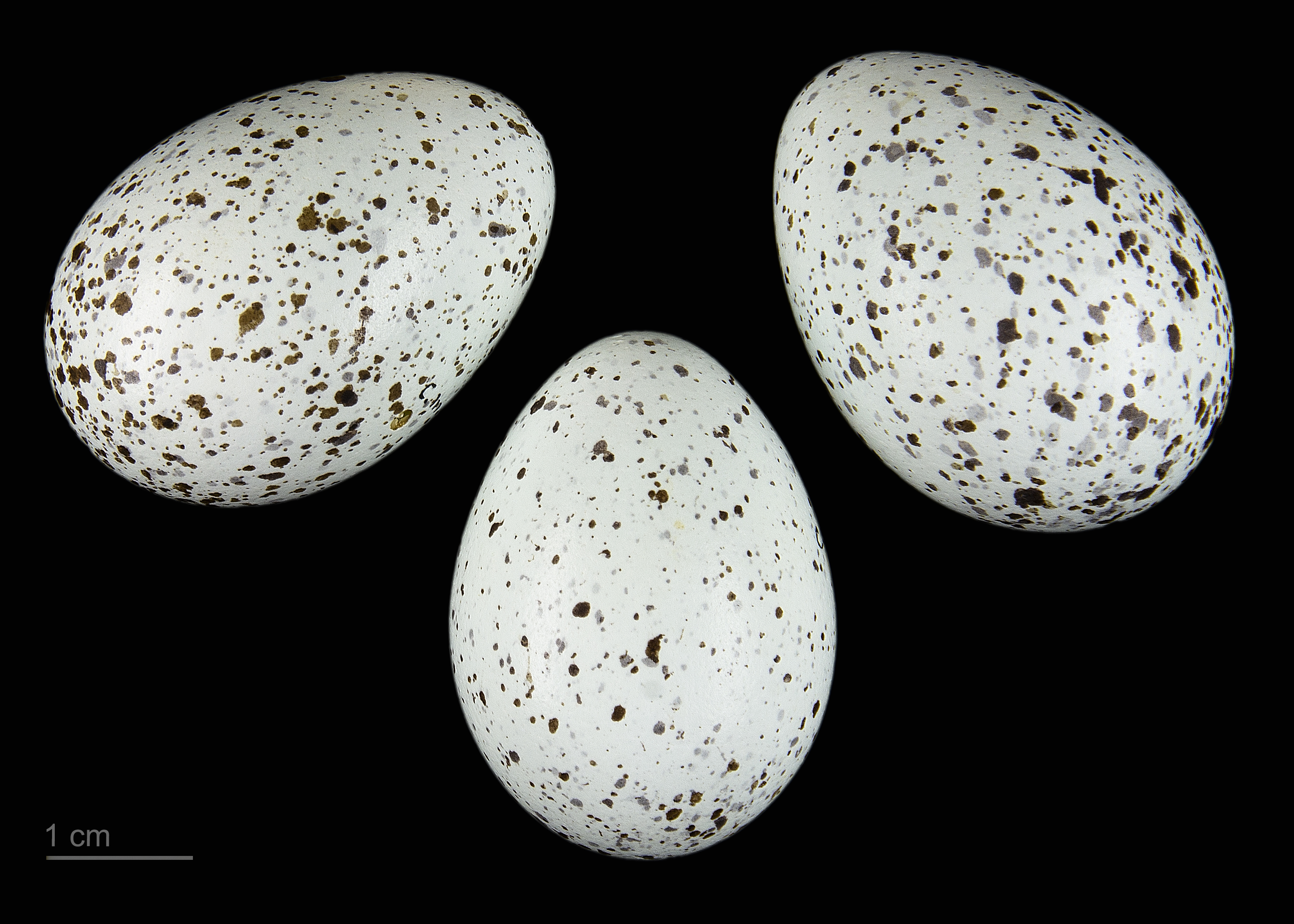
Яйця галки в оологічній колекції, Тулузький музей

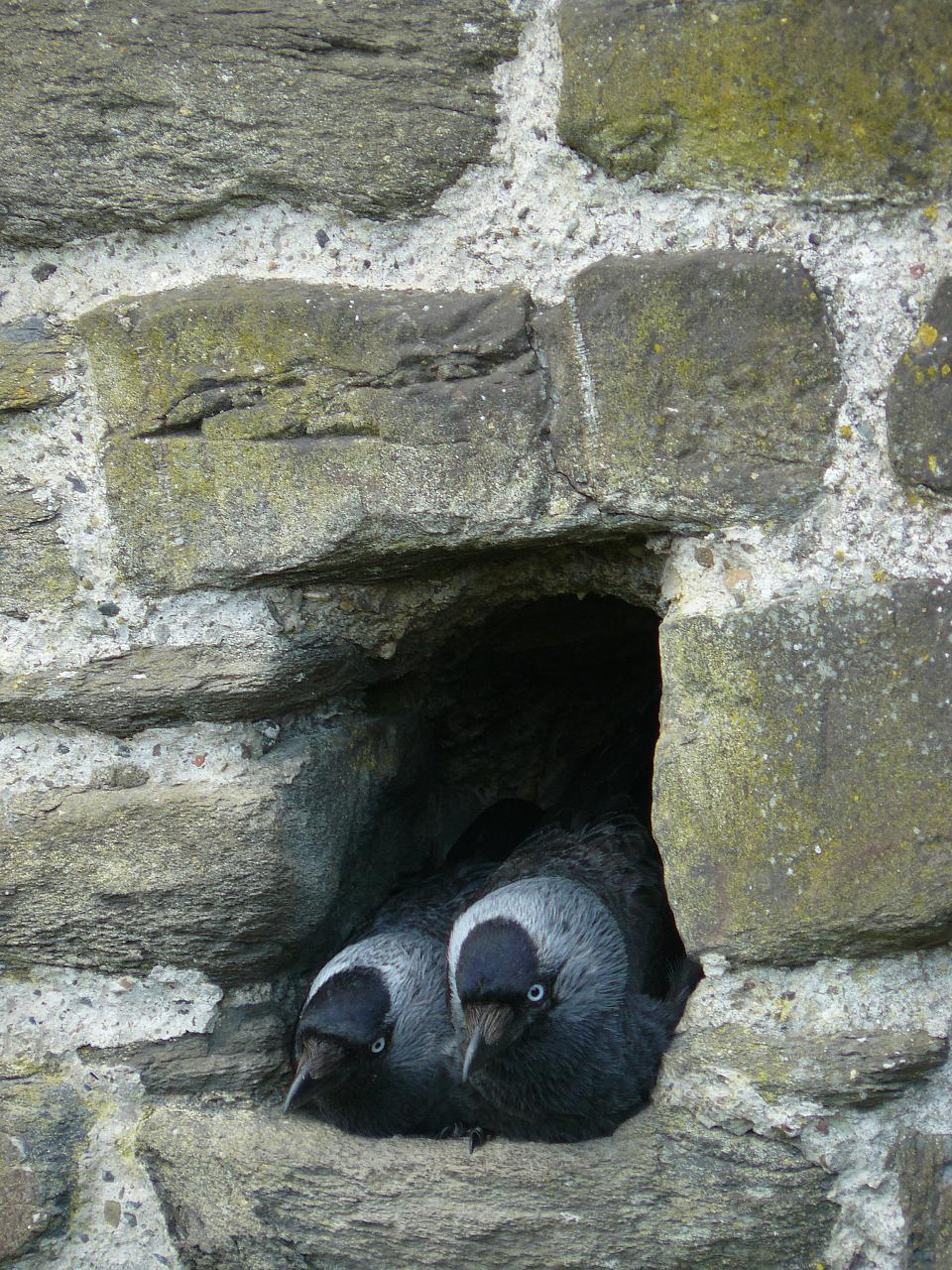
Пара біля місця гніздування

Галки часто збираються великими зграями. Може збиратися у зграї разом із граками, воронами або навіть сизими голубами.
Трапляється в населених пунктах, розріджених лісах, на скелястих узбережжях морів. Гніздиться в порожнинах скель, нішах будівель, під дахами, у норах, дуплах дерев. Часто (особливо навесні) галки сидять на дахах будинків і димарях, де нерідко роблять свої гнізда. Крім населених пунктів, оселяється також в лісах і гаях.
Галки роблять гніздо з гілок та вистилають його всередині соломою, ганчір'ям, ватою, клаптиками паперу та ін. Вони відкладають до 8 яєць, які висиджують протягом 18—20 днів. Пташенята вилуплюються голі, сліпі. У червні вони вже можуть літати і залишають гніздо.
У неволі молоді птахи швидко звикають до людини. Це птахи з порівняно добре розвиненою центральною нервовою системою.
Живляться галки переважно харчовими відходами, падлом, комахами, чи поїданням яєць інших птахів.

## У культурі
Геральдично зображена на гербах і логотипах Галичини — на гербі  Івано-Франківська, гербі Івано-Франківської області, логотипі Галичина TV.

## Галерея

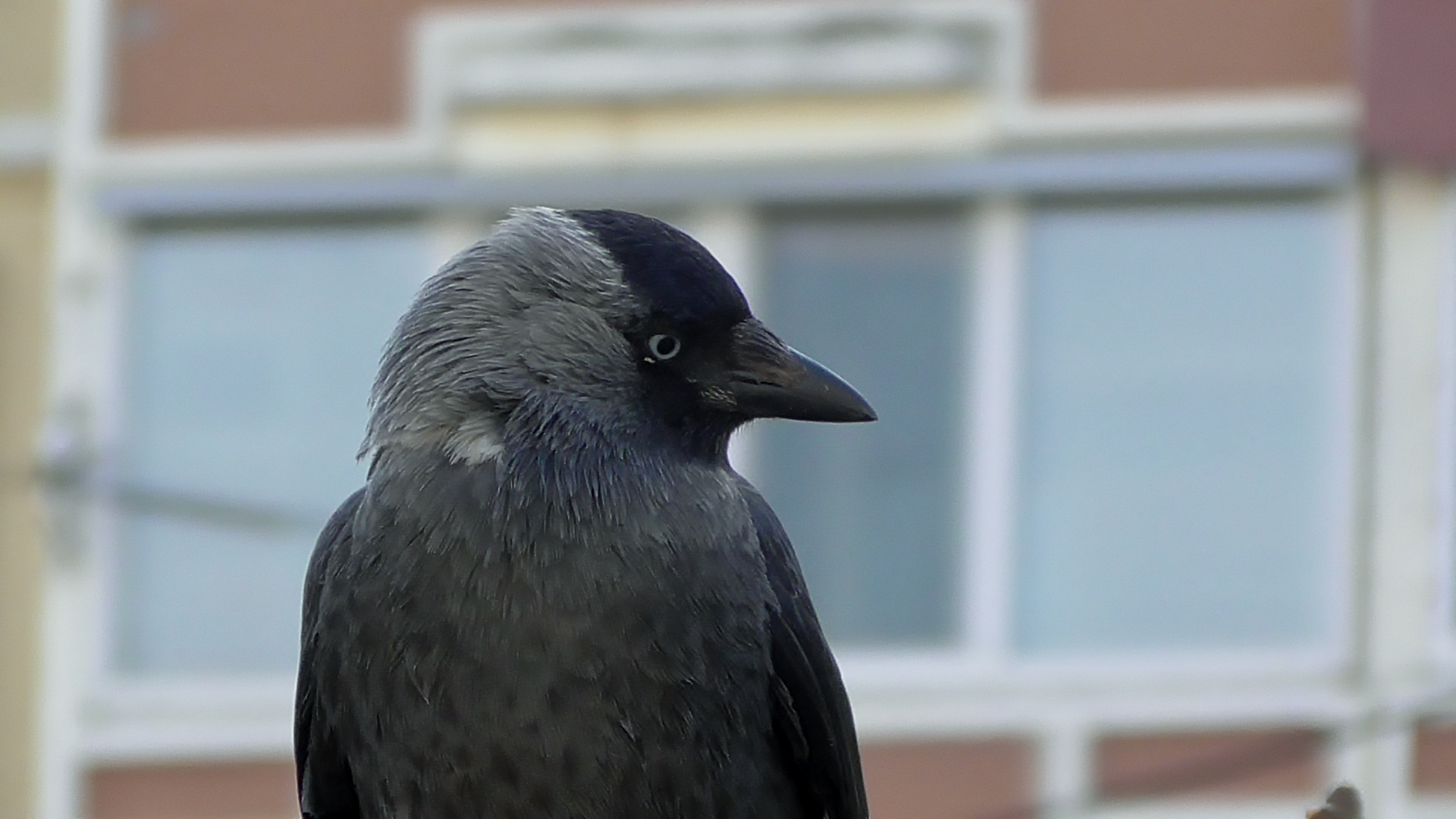
Галка зблизька
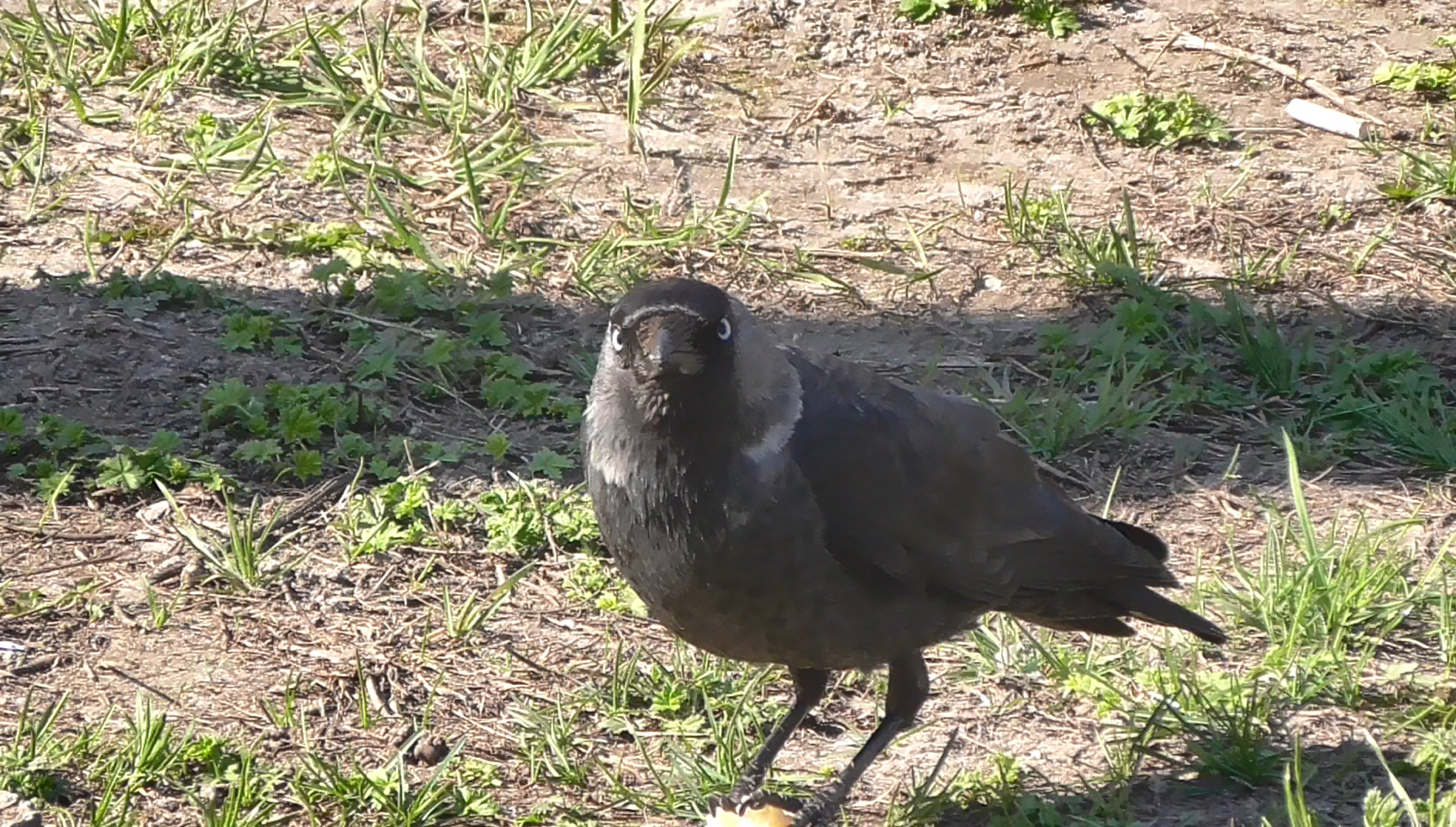
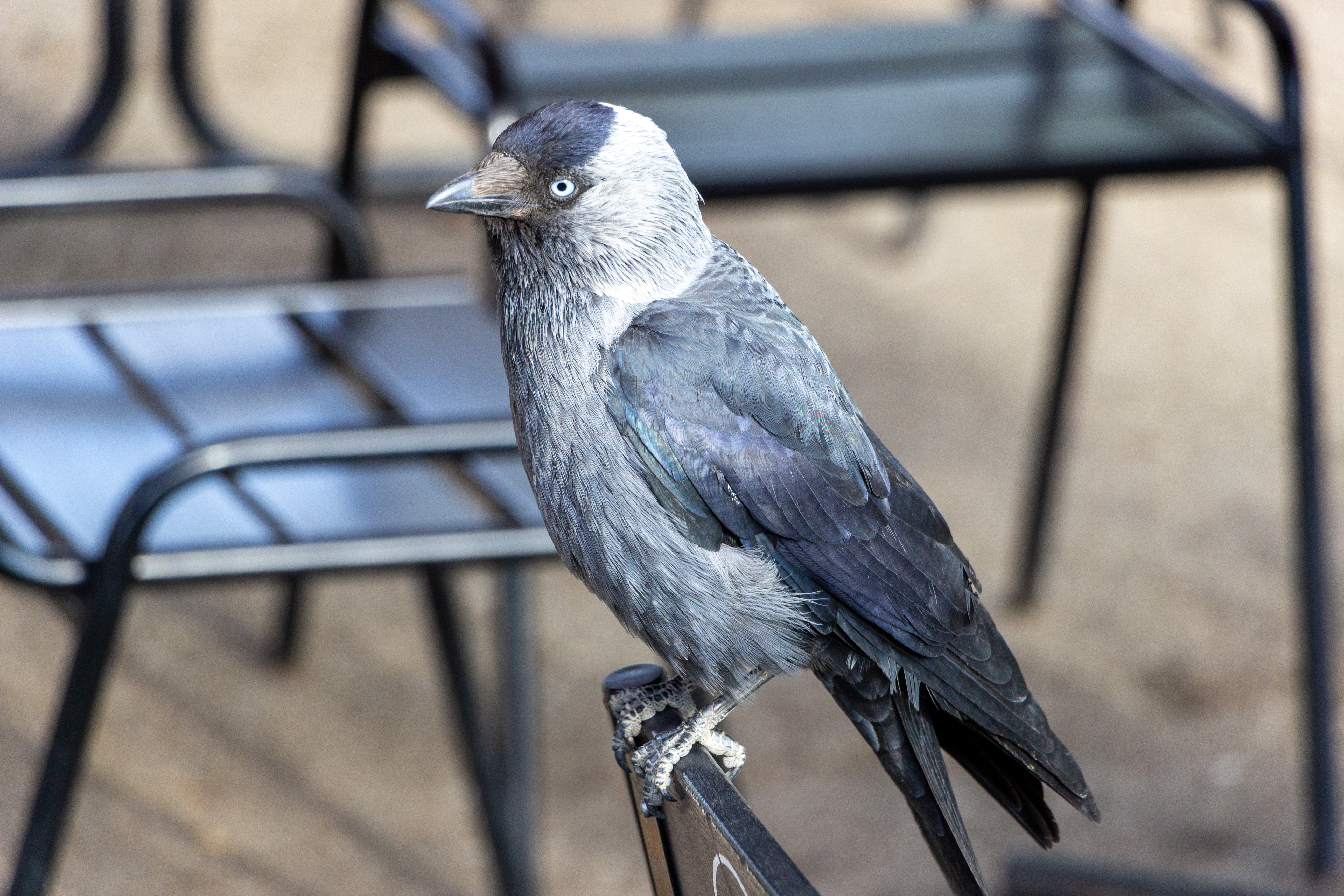
Герб Івано-Франківської області